# Aliyya (nom)
Aliyya (àrab: علية, ʿAliyya) és un nom femení àrab que literalment significa ‘alta’, ‘elevada’, ‘superior’, ‘excel·lent’, ‘sublim’. Si bé Aliyya és la transcripció normativa en català del nom en àrab clàssic, també se'l pot trobar transcrit d'altres formes.
La forma masculina d'aquest nom és Alí.
Cal no confondre aquest nom amb Àliya, un altre nom de pila àrab femení.
Vegeu aquí personatges i llocs que duen aquest nom.